# Bosque nacional de Sabine
El bosque nacional de Sabine (en inglés: Sabine National Forest) es un bosque nacional de los Estados Unidos situado en el este del estado de Texas, cerca de la frontera entre Texas y Luisiana, al sur del país. El bosque se administra junto con los otros tres bosques nacionales y dos espacios protegidos más ubicados enteramente en Texas, en oficinas comunes en Lufkin, Texas. Las unidades incluyen, además de este bosque de Sabine, los bosques nacionales Angelina, Davy Crockett  y Sam Houston además de Caddo y Lyndon B. Johnson. Hay oficinas de distrito de guardaparques ubicados en Hemphill.